# Красная Балтия
Красная Балтия — село в Кузоватовском районе Ульяновской области России. Входит в состав Еделевского сельского поселения

## География
Находится в 9 км от села Кивать.

## История
По свидетельству церковного летописца села Кивать священника Ираклия Жемчужникова «… в 1875 году построен хутор латышей из 60 дворов…», жители которого прибыли из Карсунского уезда и арендовали землю у удельного ведомства. Так как Симбирская колония расположилась в 3-4 километрах от села Чекалино, то было решено её назвать Чекалино — латышский хутор и Чекалино — Латышский выселок. Её так и называли вплоть до 1917 года. Потом ей дали название Балтия, а ещё позднее Красная Балтия.
Первые годы жизни колонистов были чрезвычайно тяжёлые. Люди жили в землянках, собственного хлеба не хватало. Многие из колонистов уходили на заработки вне деревни. Работали на сукно ткацких фабриках, винокуренных заводах, мельницах, лесопилках, которые все больше возникали в других сёлах. До 1902 года в колонии была кирха (церковь) и школа. Примерно один раз в год в колонию приглашался лютеранский пастор (чаще из Саратовской губернии), который совершал необходимые в то время обряды венчания и конфирмации, утверждал акты крещения и похорон. Постоянно по воскресеньям и праздникам молебны в кирхе проводил церковный староста.
В годы Столыпинской реформы зажиточная часть колонии добилась того, что земля принадлежавшая Удельному ведомству и обрабатываемая колонистами на правах аренды, была передана крестьянскому поземельному банку, разделена на отруба отдана на колонистам на долгосрочный (49 лет) выкуп. 
В 1912 году в колонии было учреждено Земское сельское начальное училище, которое предусматривало умение бегло читать, писать, знать четыре действия арифметики и закон божий. Обучение разрешалось частично вести на родном языке.
В 1913 году в Чекалино — Латышский выселок, входил в Сенгилеевский уезд Симбирской губернии, в 10 дворах жило 62 человека.
В 1924 году посёлок Балтия входил в Сызранский уезд Ульяновской губернии, в котором в 74 дворах жило 322 латыша. 
В 1931 году из Латвии в Балтию приехала женщина, Эльза Маркварт. Она-то и была организатором первого колхоза в селе Красная Балтия в 1931 году. 
В 1937 году в колхозе появилась первая "сложка" сложная машина. Стали производить хлеб. До этого все хоз.работы проводились на лошадях. В то время в колхозе было 100 семей пчел, более 100 коров, 100 лошадей. КРС было 500 голов, свиней, 350 голов овец. В Чекалино было 500 быков, 1500 овец.
Второй колхоз был образован в 1951 году. Он существовал до 1960 года. Назывался этот колхоз «Максим Горький». В колхозе были утки, овцы, КРС, лошади. Председателем этого колхоза был Мишенькин Фёдор Кузьмич до 1957 года. В 1961—1962 г. колхоз соединили с совхозом им. Кирова в Л. Матюнино.
С 2005 года входит в состав Еделевского сельского поселения.

## Население
| 2010 |
| ---- |
| 218  |

## Достопримечательности
- Родник «Балтийский»[7].
- Памятник воинам-односельчанам, погибшим в Великой Отечественной войне (2000 г.)[8]

## Улицы
ул. Зеленая, ул. Молодежная, ул. Садовая, ул. Учительская, ул. Центральная, ул. Школьная, ул. Яблоневая